# Ivan Trajkovič
Ivan Trajkovič (* 1. September 1991 in Zagreb) ist ein slowenischer Taekwondoin kroatischer Herkunft. Er startet im Schwergewicht über 87 Kilogramm.
Trajkovič bestritt seine ersten internationalen Titelkämpfe im Erwachsenenbereich bei der Weltmeisterschaft 2009 in Kopenhagen, schied dort jedoch in der Gewichtsklasse bis 80 Kilogramm in seinem Auftaktkampf aus. Im gleichen Jahr errang er in Vigo den Junioreneuropameistertitel. Seine erste Medaille im Erwachsenenbereich gewann er schließlich in der höheren Gewichtsklasse bei der Europameisterschaft 2012 in Manchester, wo er ins Finale einzog und nach einer Niederlage gegen Leonardo Basile Silber erkämpfte.
Trajkovič gewann im Januar 2012 beim europäischen Olympiaqualifikationsturnier in Kasan in der Gewichtsklasse über 80 Kilogramm den entscheidenden Kampf um den dritten Platz und qualifizierte sich für die Olympischen Spiele 2012 in London.